# أندريا ماسون
أندريا ماسون (بالإنجليزية: Andrea Mason)‏ هي ممثلة بريطانية، ولدت في 1968.

## وصلات خارجية
- أندريا ماسون على موقع IMDb (الإنجليزية)
- أندريا ماسون على موقع قاعدة بيانات الفيلم (الإنجليزية)